# Isopterygium annamense
Isopterygium annamense är en bladmossart som beskrevs av Brotherus och Jean Édouard Gabriel Narcisse Paris 1907. Isopterygium annamense ingår i släktet Isopterygium och familjen Hypnaceae. Inga underarter finns listade i Catalogue of Life.